# Lispocephala implumis
Lispocephala implumis är en tvåvingeart som beskrevs av Hardy 1981. Lispocephala implumis ingår i släktet Lispocephala och familjen husflugor. Inga underarter finns listade i Catalogue of Life.